# Monsoon Palace
Il Monsoon Palace (palazzo dei monsoni), noto anche come Sajjan Garh Palace, è una residenza reale posta in cima ad una collina di Udaipur in India, con vista sul lago Fateh Sagar. Si chiama Sajjangarh dal nome del Maharana Sajjan Singh (1874–1884) del regno Mewar, che lo fece costruire nel 1884. Il palazzo offre una vista panoramica sui laghi della città, sui palazzi e sui dintorni. Venne costruito principalmente per osservare le nuvole dei monsoni; per questo motivo è noto popolarmente come Monsoon Palace. Si dice che il Maharana lo fece costruire in cima alla collina per avere una visione della sua casa ancestrale, Chittorgarh. In precedenza di proprietà della famiglia reale Mewar, è ora sotto il controllo del Dipartimento forestale del governo del Rajasthan ed è stato recentemente aperto al pubblico. Il palazzo offre una  vista del tramonto.
Sui monti Aravalli, appena fuori Udaipur, il palazzo è illuminato di sera, dando un bagliore arancio dorato.
Appare nel film del 1983 di James Bond, Octopussy, come residenza di Kamal Khan, un principe afgano esiliato.

## Storia
La storia del palazzo riflette quella del regno Mewar. Il Maharana Sajjan Singh (n. 18 luglio 1859 m. 23 dicembre 1884), che iniziò la costruzione del Monsoon Palace, era il settantaduesimo sovrano della dinastia Mewar (1874-1884) e governò da Udaipur per un breve periodo di 10 anni fino alla sua morte prematura. La dinastia Mewar ripercorre la sua storia da Guhil che fondò il regno Mewar nel 568.

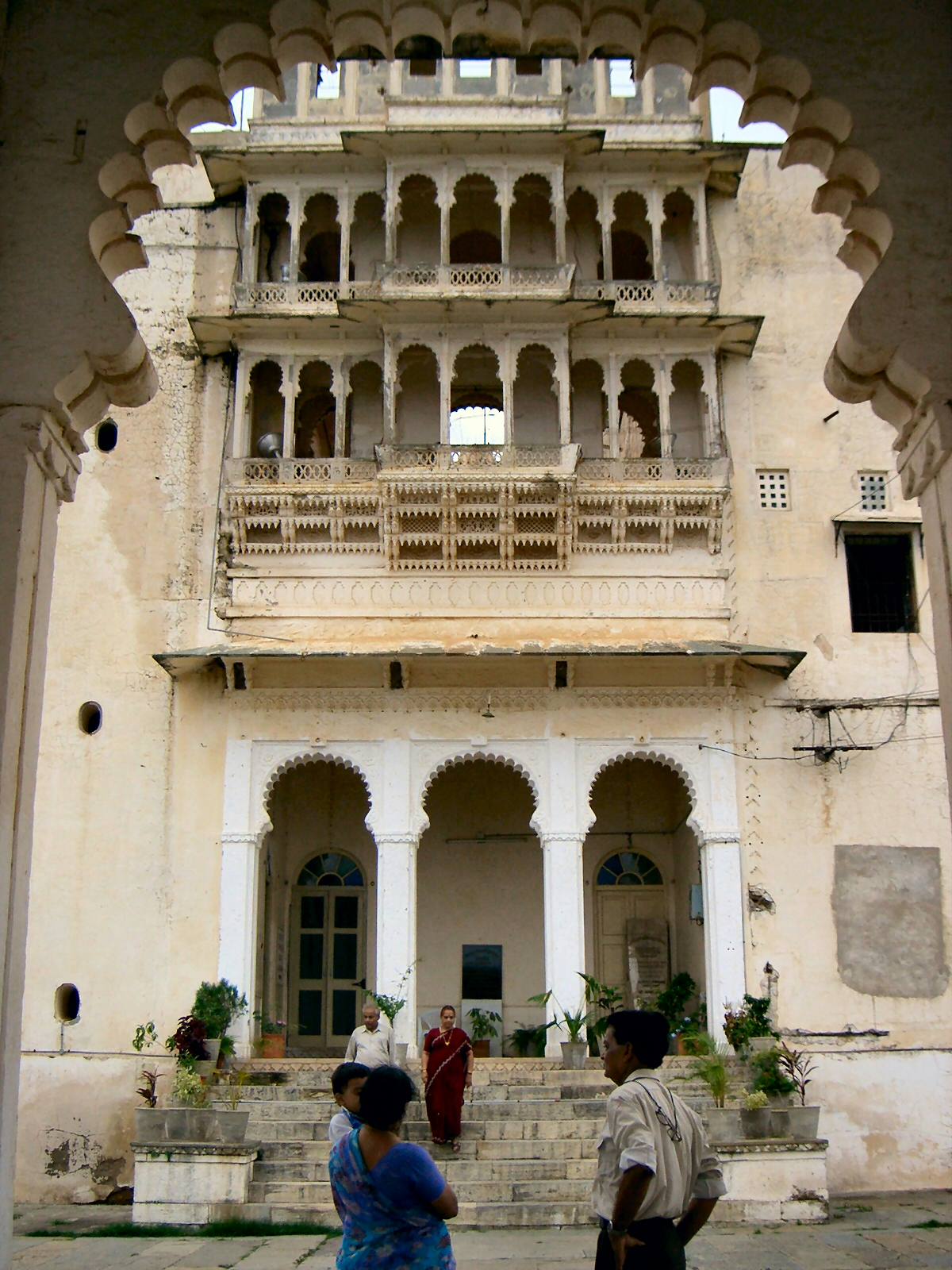
Facciata interna del Monsoon Palace

Sajjan Singh salì al trono all'età di 15 anni, tuttavia, lo zio Sohan Singh sfidò il suo diritto alla corona e complottò con gli astrologi, i quali sostennero che la tempistica per l'incoronazione non era appropriata. Fortunatamente per lui l'agente britannico del tempo, che era a favore suo, intervenne e convinse gli astrologi a dare una data favorevole per l'incoronazione che ebbe luogo due anni dopo. Poiché lo zio persisteva ancora nell'ostacolare il Maharana appena incoronato, le sue proprietà vennero confiscate ed egli venne imprigionato.
Dopo l'investitura del 1876 il Maharana, considerato un sovrano illuminato e un "uomo di grandi visioni", lanciò un massiccio programma di sviluppo nel suo regno, in particolare con l'ampliamento di infrastrutture come strade, fornitura dell'acqua e altre opere civili. Egli introdusse anche l'amministrazione civile e i tribunali. Migliorò anche il contesto generale di Udaipur con rimboschimento e lavori nei laghi. Fece dragare il lago Pichola e ricostruire la diga per migliorare la capacità di stoccaggio, attivandosi per la conservazione del patrimonio storico, in linea con il suo interesse personale nel campo delle arti e della cultura. Il progetto più ambizioso da lui intrapreso fu la costruzione del Sajjan Garh Palace, o Palazzo dei monsoni, come sfondo occidentale alla città di Udaipur.
Fu durante il governo di Sajjan Singh che Udaipur ottenne il riconoscimento come secondo comune in India, dopo Bombay. In riconoscimento dei suoi altissimi meriti nel preservare e sviluppare il regno Mewar, e per ricordargli che il suo era uno Stato principesco sotto l'impero indo-britannico, gli fu conferito il titolo di "Gran Commendatore della Stella d'India" nel novembre 1881 da Lord Ripon, in occasione dell'incoronazione della regina Vittoria come imperatrice dell'India.

## Struttura

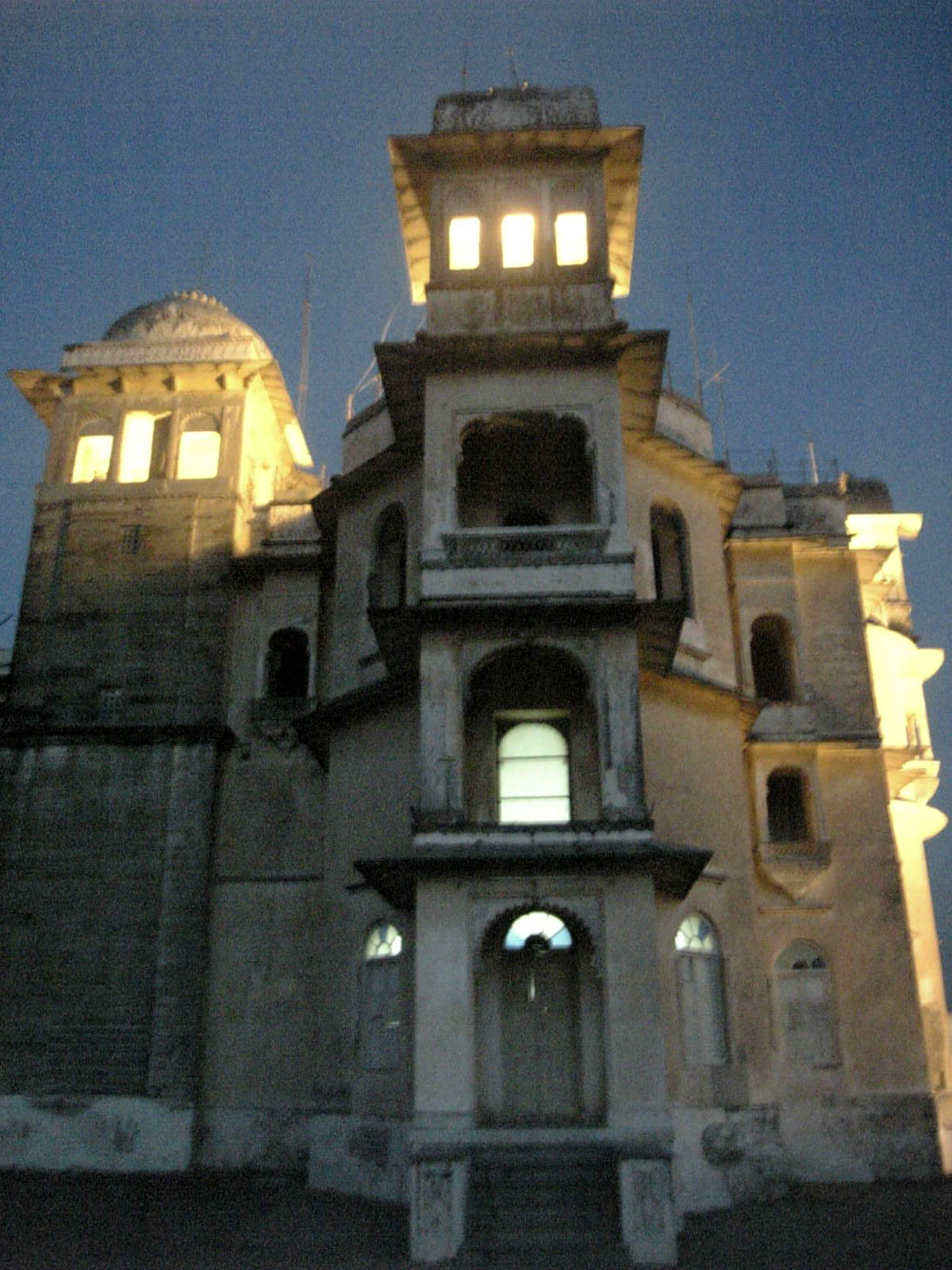
Monsoon Palace

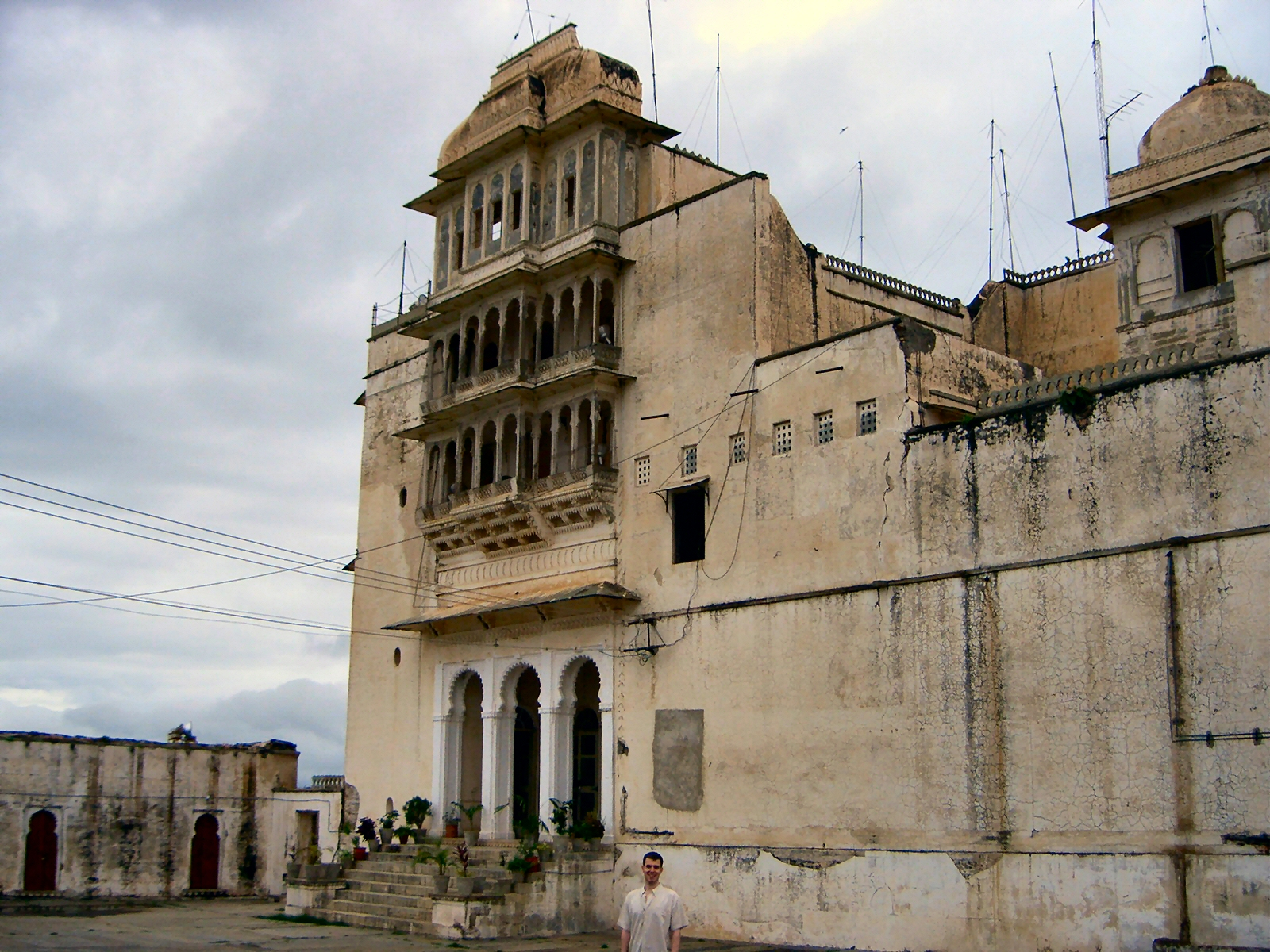
Monsoon Palace

Il palazzo, costruito con marmo bianco, si trova sul picco Bansdara dei monti Aravalli ad un'altezza di 944 metri sul livello del mare, con vista sul lago Pichola. L'intenzione del progettista originale, Maharana Sajjan Singh, era quella di costruire un edificio di nove piani, in pratica un osservatorio astronomico e di tenere traccia del movimento delle nuvole monsoniche nella zona circostante il palazzo, oltre che fornire lavoro ai suoi sudditi. Doveva poi essere anche un palazzo per la famiglia reale. Purtroppo, il Maharana mori prematuramente all'età di 26 anni (dopo soli 10 anni di governo tra il 1874 e il 1884), con il conseguente blocco dei suoi progetti per un certo tempo. Prima della sua morte, il palazzo era stato costruito parzialmente e venne poi completato dal suo successore Fateh Singh che lo utilizzò per guardare le nuvole dei monsoni. La famiglia reale lo utilizzò anche come residenza di caccia.
Il palazzo in marmo bianco ha delle alte torrette, un grande cortile centrale con una scala e molte camere. È costruito su colonne di marmo, che sono scolpite con motivi di foglie e fiori. Le pareti sono intonacate con malta di calce. Di notte, il palazzo è illuminato e mostra l'architettura del Rajasthan con cupole, fontane e jharoka, apparendo come una costruzione da favola.
Nel recinto del palazzo esiste una struttura di raccolta dell'acqua piovana, una cisterna sotterranea, con una capacità di 195.500 litri. Nonostante ciò, l'approvvigionamento di acqua risultò essere insufficiente e il palazzo fu quindi abbandonato.

## Altre attrazioni

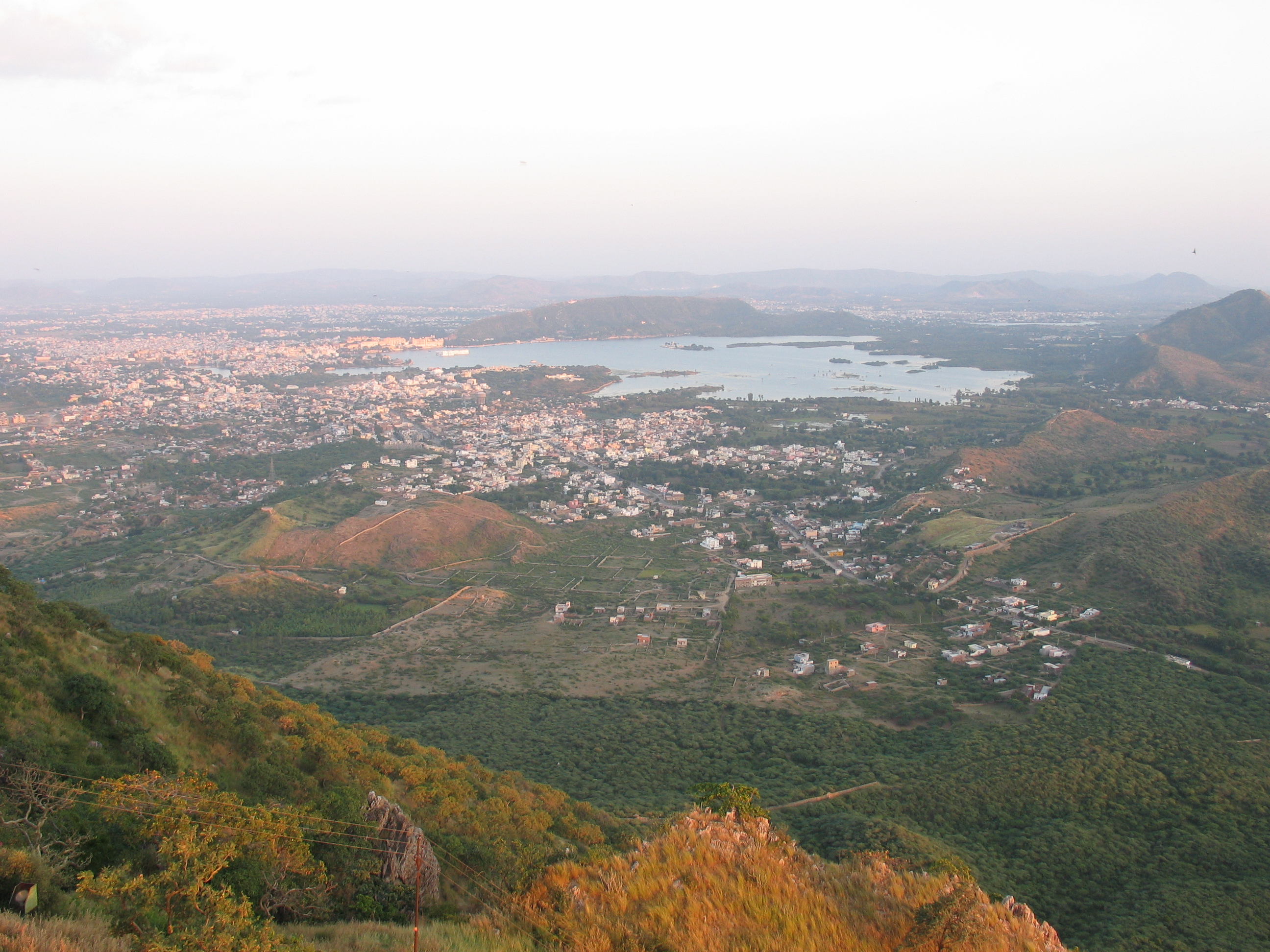
Vista della città di Udaipur dal Monsoon Palace

Il Sajjangarh Wildlife Sanctuary, che circonda il palazzo, venne creato nel 1987 e copre una superficie di 5,19 km². Esso è oggi una riserva naturale protetta, da una recinzione (Kishan Pol). La collina è fittamente boscosa e gli ex governanti mantennero questa zona come riserva di caccia reale. Quando Udaipur venne attaccata dagli Scindi, nel 1764, la collina fu utilizzata come luogo di difesa; alcuni cannoni sono ancora visibili.
Il palazzo sovrasta la riserva naturale, che ospita rettili, tigri, antilopi, cervi, cinghiali, iene, pantere e sciacalli. Il luogo si presta anche al birdwatching.
La riserva può anche essere utilizzata per il trekking (come avventura) a partire dal Gorilla Point al Jiyan Sagar o al Lago Bari, per godere della bellezza paesaggistica delle colline Aravalli e della fauna della foresta.

## Nella cultura di massa
Il Monsoon Palace è stato utilizzato per girare il film del 1983 di James Bond, Octopussy. Nella finzione è la residenza del cattivo di turno, un principe afgano in esilio di nome Kamal Khan (interpretato da Louis Jourdan). Le sequenze girate nel palazzo comprendono la caccia alla tigre con l'elefante con il quale l'agente 007 (Roger Moore) fugge nella giungla, e una battaglia nel cortile dalla quale Bond riesce a fuggire su una mongolfiera con l'Union Jack. Altre riprese del film vennero realizzate allo Shiv Niwas Palace e al Lake Palace.